# ماري هويل
ماري هويل (بالإنجليزية: Mary Howell)‏ هي محامية وعالمة نفس أمريكية، ولدت في 2 سبتمبر 1932، وتوفيت في 5 فبراير 1998.